# Schöneberg Museum

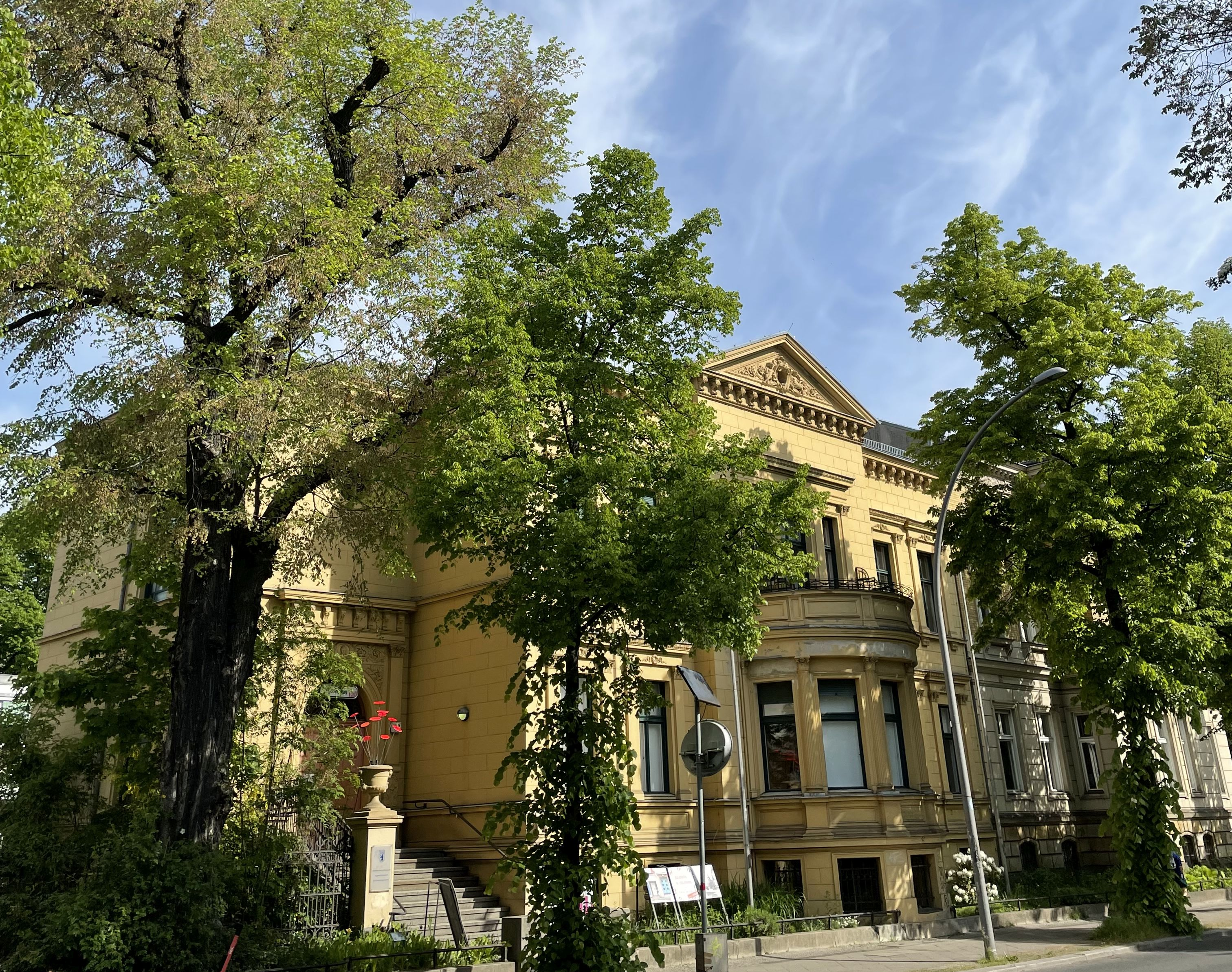
Schöneberg Museum in der Hauptstraße in Berlin-Schöneberg

Das Schöneberg Museum ist ein Regionalmuseum in Berlin-Schöneberg, das wechselnde Ausstellungen zur Stadt- und Kulturgeschichte Schönebergs bietet. Das Museum ist in einer Gründerzeitvilla in der Hauptstraße 40 ansässig. Das Museum ist eine Kultureinrichtung des Bezirks Tempelhof-Schöneberg und gehört zu den kommunalen Museen des Stadtbezirks. In dem Haus sind neben dem Schöneberg Museum auch das Jugend Museum und das Archiv für die Geschichte von Tempelhof und Schöneberg ansässig.

## Geschichte
1976 wurde im Haus am Kleistpark das erste Heimatmuseum für den Bezirk Schöneberg eröffnet. Die seit den 1950er Jahren in ehrenamtlicher Arbeit aufgebaute Sammlung bot einen Streifzug durch die lokale Geschichte, von der ersten urkundlichen Erwähnung Schönebergs 1264 bis zur Eingemeindung nach Groß-Berlin 1920. Anfang der 1980er Jahre setzte im Zuge der „neuen Geschichtsbewegung“ ein Umdenken ein. In engem Kontakt mit lokalen Initiativen wurden bisher vernachlässigte Themen aus der Sozial- und Kulturgeschichte aufgegriffen und durch Wechselausstellungen und Veranstaltungen, auch im Stadtraum, ergänzt. 1990 wurde das Heimatmuseum in Schöneberg Museum umbenannt.
1994 stellte der Bezirk dem Schöneberg Museum die Räume an der Hauptstraße zur Verfügung – auch mit dem Ziel, einen regionalhistorischen Kulturort für junge Menschen zu schaffen.

## Schwerpunkte
Das Schöneberg Museum versucht, neben der Sammlung im Haus an der Hauptstraße 40 auch Geschichte vor Ort zu vermitteln: auf Plätzen, Friedhöfen, im Rathaus, in Schulen und in Cafés.
Das Schöneberg Museum verfolgt ein integriertes Konzept von Geschichtsforschung und Geschichtsvermittlung. Manche der Wechselausstellungen nehmen einzelne Stadtquartiere in den Blick – von Friedenau über das Bayerische Viertel bis zum Schöneberger Norden. Es werden Themen erforscht, in denen sich Politik-, Sozial- und Alltagsgeschichte bündeln. Dazu gehören beispielsweise die Geschichte einer Mordbrennerbande um 1810, die Anfänge der alten und neuen Frauenbewegung sowie das Schicksal der Zwangsarbeiter zur Zeit des Nationalsozialismus. Im Sinne eines regionalen Netzwerks versteht sich das Schöneberg Museum als Ansprechpartner für lokale Initiativen, die sich mit historischen und aktuellen Fragestellungen zur Stadtentwicklung und -kultur befassen.

## Kooperationen
Die Museen Tempelhof-Schöneberg arbeiten mit einer Reihe von Partnern zusammen, auf kommunaler Ebene kooperieren mit den Grund- und Oberschulen des Bezirks sowie einzelnen Einrichtungen der Kultur-, Bildungs und Jugendarbeit.
Themenübergreifende Projekte werden in Zusammenarbeit mit dem Arbeitskreis Berliner Regionalmuseen realisiert, daneben mit der Arbeitsgruppe Berliner Kinder- und Jugendmuseen sowie dem Bundesverband Deutscher Kinder- und Jugendmuseen. Projektbezogene Kooperationen gibt es darüber hinaus mit dem Brandenburgischen Museumsverband. Internationale Arbeitsbeziehungen bestehen unter anderem mit dem European Museums Forum, dem Stadtmuseum Ljubljana (Slowenien) und der Reinwardt Academy (Amsterdam).